# ザクロジュース

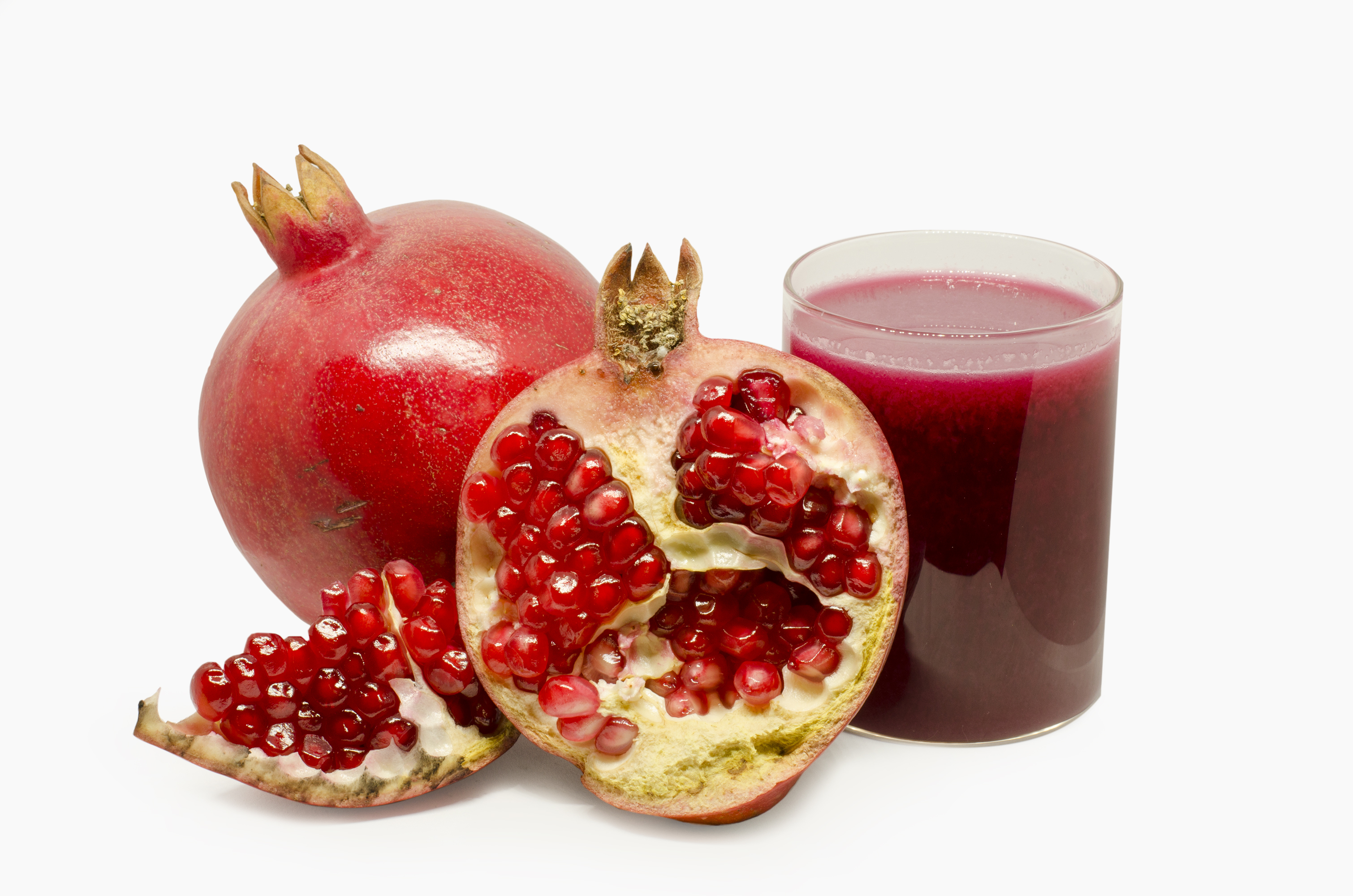
絞ったザクロジュース

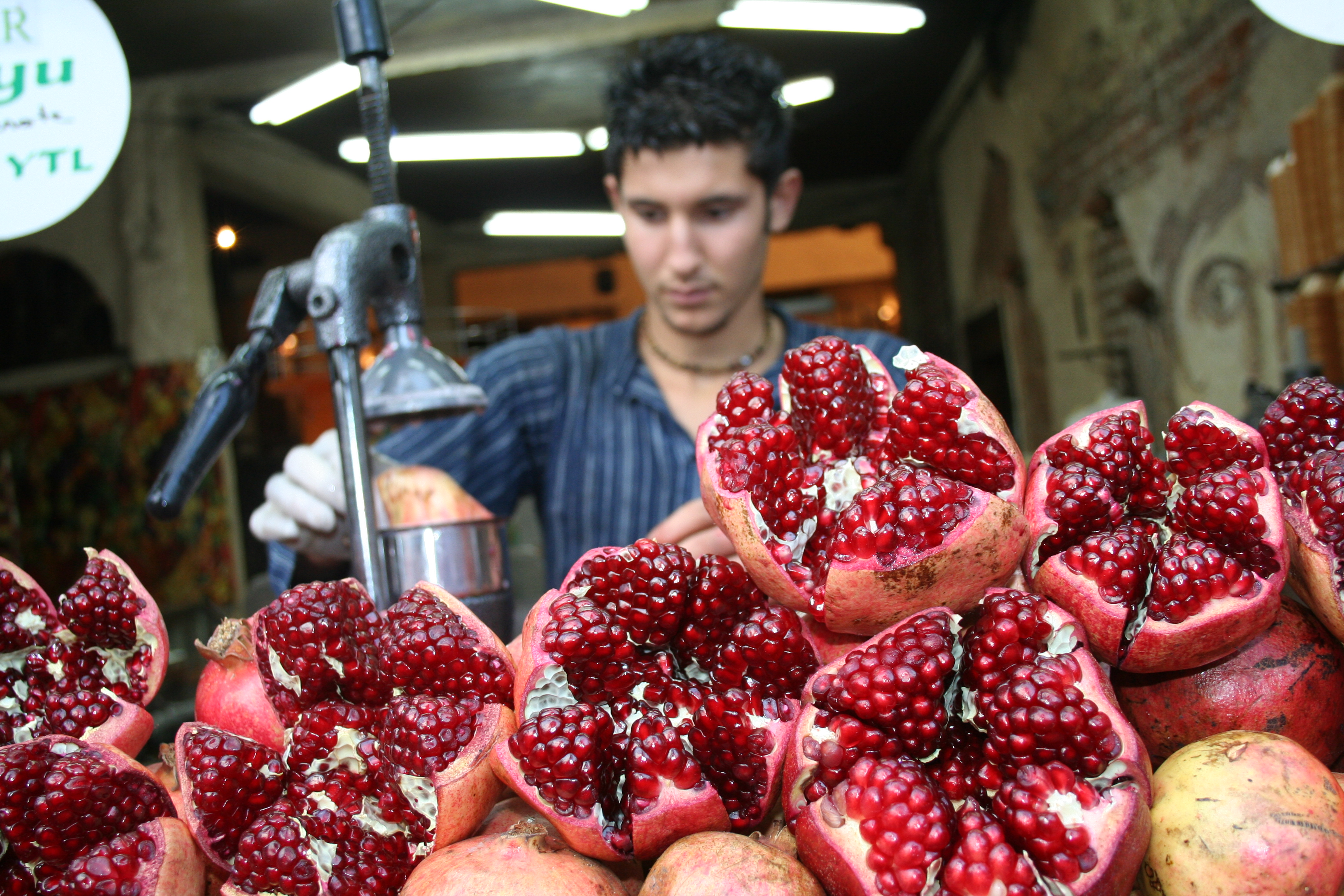
イスタンブールの市場のザクロジュース売り

ザクロジュース(Pomegranate juice)は、ザクロの果実から作るジュースである。フレッシュジュースや濃縮シロップとして料理に用いられる。

## 健康への影響とリスク
ザクロジュースの飲用による健康効果の可能性について様々な一次研究が行われているが、血圧管理、癌治療、グルコースやインスリンの管理、心臓病等について、影響があるという強い証拠は得られていない。天然の糖に由来する高カロリーとのバランスを考える必要がある。

### マーケティング
ザクロジュースの健康効果は、ザクロ製品製造業者のポムワンダフルによって宣伝され、2010年9月時点で、連邦取引委員会(FTC)から虚偽広告との非難を受けた。ヒアリング後の2012年5月、行政法判事は、FTCによる特定の虚偽広告の申立てを支持する意見を発表した。ポムワンダフルの合衆国地方裁判所への提訴は、2012年5月23日以降保留となっている。

## グレナデンシロップ

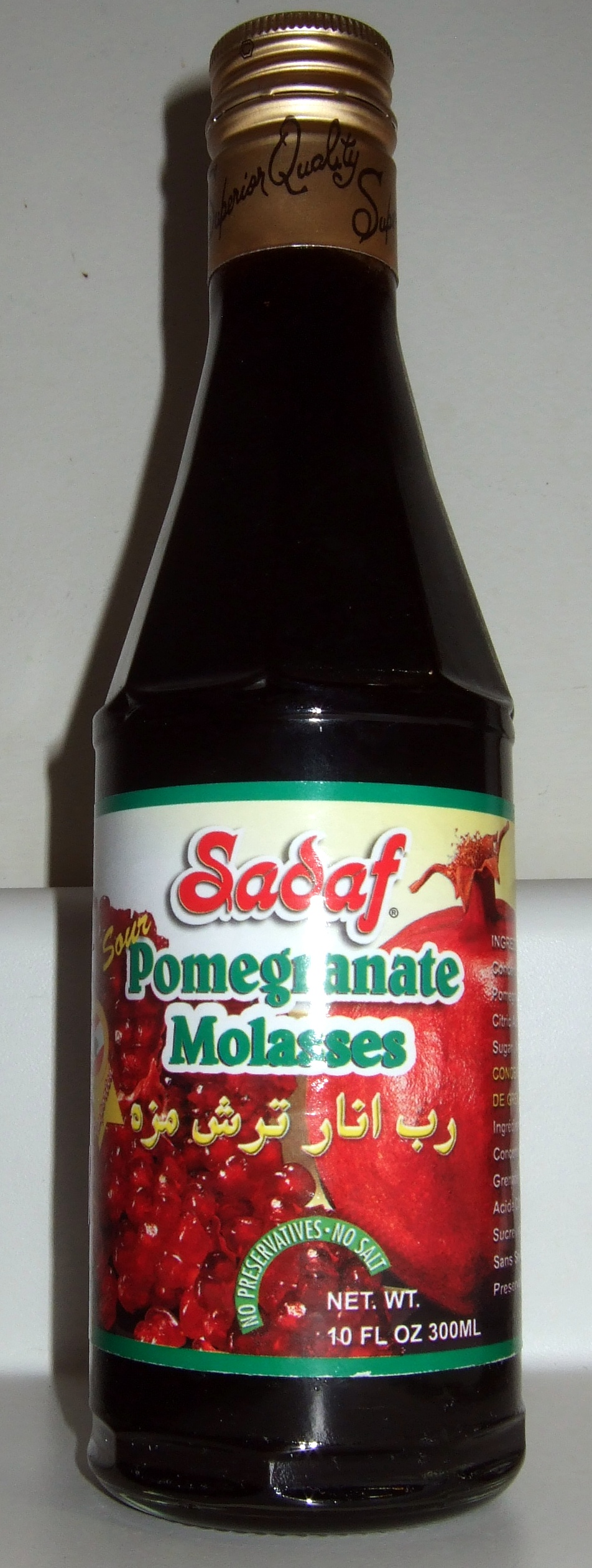
イランのグレナデンシロップ

グレナデンシロップは、ザクロジュースから作る果実シロップである。酸っぱいザクロジュースを煮詰めて、濃い赤色のどろっとした液体にしたものである。イラン料理のフェセンジャーンやトルコ料理のピラフやチョバンサラダ等に用いられる。

## 関連文献
- Lovgren, Stefan. "Pomegranate Juice Fights Heart Disease, Study Says", National Geographic News, March 22, 2005. Accessed February 13, 2006
- Pomegranate - MedlinePlus (National Institutes of Health - Produced by the National Library of Medicine)
- M. Viuda-Martos, J. Fernández-López, and J.A. Pérez-Álvarez (2010) - “Pomegranate” (Comprehensive Reviews in Food Science and Food Safety)

書籍
- Levin, Gregory M. (2006). Pomegranate Roads: A Soviet Botanist’s Exile from Eden. Floreant Press.  ISBN 978-0-9649497-6-8
- Seeram, N.P. / Schulman, R.N. / Heber, D. (eds. 2006). Pomegranates: Ancient Roots to Modern Medicine. CRC Press.  ISBN 978-0-8493-9812-4